# Heliothodes bifida
Heliothodes bifida là một loài bướm đêm trong họ Noctuidae.